# Agnes Dünneisen
Agnes Dünneisen (* 17. September 1955 in Basel) ist eine Schweizer Theater- und Filmschauspielerin.

## Leben
Nach ihrer Ausbildung an der Schauspielakademie in Zürich war sie ab 1975 über sieben Jahre lang am Schauspielhaus Bochum tätig. Später machte sie sich selbstständig. Neben bekannten Theaterrollen wie in Parzival war sie auch im Fernsehen zu sehen, unter anderem in den Filmen Die Frau gegenüber, Die Nacht mit Chandler (1979), als Elisabeth in der Serie Blankenese und in den Krimiserien SOKO 5113, Der Fahnder, in Derrick bei Tod eines Wucherers (1977), Abitur (1978) sowie Die Kusine (1975) aus Der Kommissar. In der Tatort-Folge Kassensturz  (1976) hatte sie ebenfalls einen Auftritt. 1984 spielte sie in der Weihnachtsserie Patrik Pacard die Biochemikerin Dr. Giovanna Castelli.

## Filmografie
- 1975: Der Kommissar – Die Kusine
- 1976: Tatort – Kassensturz
- 1977: Halbe-Halbe
- 1977: Derrick – Tod des Wucherers
- 1978: Wann heiraten Sie meine Frau? – Fernsehfilm
- 1978: Die Frau gegenüber
- 1978: Derrick – Abitur
- 1978–1979: Lemmi und die Schmöker (4 Folgen) – Fernsehen
- 1979: Die Nacht mit Chandler
- 1979: Achtung Zoll! – Fernsehreihe
- 1980: SOKO 5113 – Kokain
- 1981: Jeans – Fernsehfilm
- 1982: Ich fühle was, was Du nicht fühlst – Fernsehfilm
- 1983: Schnelles Geld
- 1983: Kontakt bitte... – Fernsehserie
- 1984: Führer durch die Welt – Fernsehfilm
- 1984: Patrik Pacard – Fernseh-Mehrteiler
- 1985: Die schwarze Perle
- 1985: Der Fahnder – Liebe macht blind
- 1989: Mission Eureka – 7-teilige Fernsehserie
- 1990: Black Money – Verfilzung... Macht... Korruption
- 1990: Der Gatte – Das Dossier
- 1990: Mit Leib und Seele (5 Folgen) – Fernsehserie
- 1992: SOKO 5113 – Feuer im Herz
- 1994: Verliebt, verlobt, verheiratet – Fernsehserie
- 1994: Blankenese (12 Folgen)
- 1994: Die Gerichtsreporterin – Mutterfreuden
- 2000: Der Onkel vom Meer
- 2000: Usfahrt – Joy Ride